# 어향가지
어향가지(중국어 간체자: 鱼香茄子, 정체자: 魚香茄子, 병음: yúxiāngqiézi 위샹체쯔[*], 한자음: 어향가자)는 가지를 볶아 만든 쓰촨 요리로, 매콤, 달콤, 새콤, 짭쪼름한 위샹(생선 향) 양념으로 맛을 낸다.

## 이름
중국어 "위샹체쯔(鱼香茄子, 魚香茄子)"는 "생선 향"이라는 뜻인 "위샹(鱼香, 魚香)"과 "가지"라는 뜻인 "체쯔(茄子)"로 이루어진 말이다. "위(鱼, 魚)"는 "물고기"라는 뜻이며, "샹(香)"은 "향기"를 뜻한다. "위샹"은 쓰촨 요리의 주요 향미 가운데 하나이다.

## 만들기
가지는 길쭉길쭉하게 썰어서 소금에 절여 두었다가 물기를 짜서 기름에 튀겨 둔다. 가지를 볶기 전에 파(흰 부분), 마늘, 생강, 고추 등 향신채를, 그리고 이어서 파오자오장 또는 더우반장을 볶아서 기름에 향을 입히며, 튀겨둔 가지를 넣고 볶다가 마지막으로 설탕, 간장, 라오천추, 옥수수 녹말로 만든 소스를 부어 잘 섞어 낸다.

## 같이 보기
- 어향육슬